# آستولز
آستولز (به اسپانیایی: Astúlez) یک منطقهٔ مسکونی در اسپانیا است که در بالدگوبیا واقع شده‌است. آستولز ۷ نفر جمعیت دارد.